# Teatro Estatal de Melbourne
El Teatro Estatal de Melbourne (en inglés: State Theatre) fue construido en 1929 para acomodar a 3.371 espectadores y está situada en la calle Flinders. Fue concebido como un "auditorio atmosférico", una novedad en Melbourne en el momento. Otra característica notable fue el órgano Wurlitzer, el primero en ser construido "al oeste de Chicago", y que se trasladó a la Ciudad desde el Ayuntamiento Moorabbin en 1967. El Teatro del Estado pasó a llamarse el Foro (the Forum) en 1963. El teatro actual abrió sus puertas en 1984 y es parte del Centro de las Artes ubicado junto al río Yarra y St Kilda Road, la calle principal de la ciudad.